# Chi Bách thanh
Chi Bách thanh (danh pháp khoa học: Lanius) là một chi chim dạng sẻ thuộc họ Bách thanh (Laniidae). Phần lớn các loài trong họ này được xếp vào chi này. Tên chi, Lanius , có nguồn gốc từ tiếng Latinh có nghĩa là "đồ tể" (butcher), và một số loài chim bách thanh còn được gọi là "chim đồ tể" vì thói quen kiếm ăn của chúng. Tên tiếng Anh thông dụng của họ "shrike" bắt nguồn từ từ tiếng Anh cổ scríc , "shriek", đề cập đến tiếng kêu chói tai.
Hầu hết các loài thuộc chi Lanius phân bố ở lục địa Á-Âu và châu Phi, chỉ có loài bách thanh xám lớn phân bố vòng quanh các cực và loài bách thanh đầu to chỉ phân bố ở Bắc Mỹ. Không có loài nào thuộc chi này hoặc họ Bách thanh hiện diện ở Nam Mỹ hoặc Úc.
Các loài thuộc chi Lanius là những loài chim có môi trường sống rộng rãi và thường được nhìn thấy đậu thẳng đứng trên một chỗ đậu nổi bật như ngọn cây hoặc cột điện thoại. Chúng săn lùng và bắt con mồi khi đang bay hoặc trên mặt đất. Những loài này chủ yếu bắt côn trùng lớn, nhưng cũng sẽ bắt chim nhỏ, bò sát và động vật có vú. Đối với các loài lớn ở phía bắc như bách thanh xám lớn, phần lớn con mồi sẽ là động vật có xương sống, đặc biệt là vào mùa đông.
Dù là loài ăn thịt, bách thanh không phải là loài chim săn mồi thực sự và thiếu móng vuốt khỏe của chim ăn thịt. Mặc dù chúng sử dụng chân để giữ những con côn trùng nhỏ hơn, với những con mồi lớn hơn được cắm vào một đầu nhọn, chẳng hạn như gai của dây kẽm gai. Do đó, khi đã bảo đảm an toàn, bách thanh sẽ xé toạc con mồi bằng chiếc mỏ nhọn.
Hầu hết các cá thể chim thuộc chi Lanius đều sống đơn độc, trừ lúc sinh sản và có tính lãnh thổ cao. Các loài phương bắc hoặc ôn đới chẳng hạn như bách thanh xám lớn và bách thanh lưng đỏ di trú và trú đông ở vùng phía nam của phạm vi sinh sản.
Giới tính của hầu hết các loài đều có thể phân biệt được, với việc con đực luôn sáng hơn so với con cái.
Loài hóa thạch Lanius miocaenus đã được mô tả từ hóa thạch thế Miocene sớm được tìm thấy tại Langy, Pháp.

## Các loài
Theo phiên bản thứ 10 của Systema Naturae năm 1758, nhà tự nhiên học người Thụy Điển Carl Linnaeus đặt danh pháp cho chi Lanius. Loài điển hình được nhà tự nhiên học người Anh William John Swainson chỉ định là bách thanh xám lớn vào năm 1824. Tên chi là một từ tiếng Latinh có nghĩa là "đồ tể".
Chi này bao gồm 30 loài:
- Bách thanh vằn hay bách thanh hổ, Lanius tigrinus
- Bách thanh Souza, Lanius souzae
- Bách thanh đầu hung, Lanius bucephalus
- Bách thanh nâu, Lanius cristatus
- Bách thanh lưng đỏ, Lanius collurio
- Bách thanh Isabelline, Lanius isabellinus
- Bách thanh đuôi đỏ, Lanius phoenicuroides
- Bách thanh nhỏ hay bách thanh Burma, Lanius collurioides
- Bách thanh Emin, Lanius gubernator
- Bách thanh lưng nâu hồng, Lanius vittatus
- Bách thanh đuôi dài, Lanius schach
- Bách thanh lưng xám, Lanius tephronotus
- Bách thanh núi hay bách thanh mũ xám, Lanius validirostris
- Bách thanh Mackinnon, Lanius mackinnoni
- Bách thanh xám nhỏ, Lanius minor
- Bách thanh đầu to, Lanius ludovicianus
- Bách thanh phương bắc, Lanius borealis
- Bách thanh xám lớn, Lanius excubitor
- Bách thanh xám phương nam, Lanius meridionalis
- Bách thanh Tây Tạng, Lanius giganteus
- Bách thanh xám Trung Hoa, Lanius sphenocercus
- Fiscal lưng xám, Lanius excubitoroides
- Fiscal đuôi dài, Lanius cabanisi
- Fiscal Taita, Lanius dorsalis
- Bách thanh Somali, Lanius somalicus
- Chim Fiscal phương bắc, Lanius humeralis
- Chim Fiscal phương nam, Lanius collaris
- Bách thanh Newton hay Fiscal São Tomé, Lanius newtoni
- Bách thanh Woodchat, Lanius senator
- Bách thanh mặt nạ, Lanius nubicus

### Các loài ban đầu thuộc chi
Trước đây, một số nhà chức trách cũng coi các loài (hoặc phân loài) sau đây là các loài trong chi Lanius:
- Bách thanh xám phương nam (danh pháp cũ: Lanius meridionalis)
- Bách thanh-bạc má (danh pháp cũ: Lanius frontatus)[9]
- Pachycephala rufiventris (danh pháp cũ: Lanius macularius)[10]
- Pitohui kirhocephalus (danh pháp cũ: Lanius kirhocephalus)[11]
- Chào mào (danh pháp cũ: Lanius jocosus)[12]
- Alophoixus tephrogenys (danh pháp cũ: Lanius bres)[13]